# Åbo, Björneborgs och Nylands tremännings infanteriregemente
Åbo, Björneborgs och Nylands tremännings infanteriregemente var ett finländskt regemente som sattes upp år 1700.

## Historia
Regementet var år 1700 förlagt vid Otto Vellingks häravdelning i Livland. Fyra år senare deltog det i försvaret av Riga och blev sedan återbildat i Reval. År 1706 ingick regementet i Lewenhaupts armé. Regementet blev tillfångataget i Poltava 1709. Därefter ingick återstoden av förbandet i det ordinarie regementet.

## Förbandschefer
- 1700–1705: M G von Tiesenhausen
- 1705–1709: G J Wrangel